# Даромін
Даромін (пол. Daromin) — село в Польщі, у гміні Вільчиці Сандомирського повіту Свентокшиського воєводства.
Населення — 405 осіб (2011).
У 1975-1998 роках село належало до Тарнобжезького воєводства.

## Демографія
Демографічна структура на день 31 березня 2011 року:
|          | Загалом | Допрацездатний вік | Працездатний вік | Постпрацездатний вік |
| -------- | ------- | ------------------ | ---------------- | -------------------- |
| Чоловіки | 215     | 43                 | 147              | 25                   |
| Жінки    | 190     | 30                 | 113              | 47                   |
| Разом    | 405     | 73                 | 260              | 72                   |